# Saint-Ouen-le-Mauger
Saint-Ouen-le-Mauger är en kommun i departementet Seine-Maritime i regionen Normandie i norra Frankrike. Kommunen ligger i kantonen Bacqueville-en-Caux som tillhör arrondissementet Dieppe. År 2022 hade Saint-Ouen-le-Mauger 277 invånare.

## Befolkningsutveckling
Antalet invånare i kommunen Saint-Ouen-le-Mauger
| Referens: INSEE |